# Judo ai XIII Giochi panafricani
Le competizioni di judo ai XIII Giochi panafricani si sono svolte dal 12 al 15 marzo 2024 presso il Borteyman Sports Complex di Accra, in Ghana. L'evento è valido per la qualificazione ai Giochi olimpici estivi di Parigi 2024.

## Podi

### Uomini
| Evento        | Oro                   | Argento          | Bronzo                                       |
| fino a 60 kg  | Leonardo Barros       | Fraj Dhuibi      | Adel Hamada Simon Zulu                       |
| fino a 66 kg  | Steven Mungandu       | Aziz Harbi       | Kais Moudetere Jason Zacko Ngawili           |
| fino a 73 kg  | Aleddine Ben Chalbi   | Wail Ezzine      | Rodrigo Fernando Aden-Alexandre Houssein     |
| fino a 81 kg  | Abdelrahman Mohamed   | Omar Mahmoud     | Abdoul Kader Boubacar Adamou Timothy Meuwsen |
| fino a 90 kg  | Abdelaziz Ben Ammar   | Abderahmane Diao | Ali Hazem Yassine Kouraichi                  |
| fino a 100 kg | Koussay Ben Ghares    | Abdellah Fala    | Kobena Koffi Krémé Karim Ibrahim             |
| oltre 100 kg  | Mohamed El Mehdi Lili | Mbagnick Ndiaye  | Mohamed Aborakia Wahib Hdiouech              |

### Donne
| Evento       | Oro                          | Argento                      | Bronzo                                   |
| fino a 48 kg | Oumaima Bedioui              | Priscilla Morand             | Natacha Razafindrakalo Geronay Whitebooi |
| fino a 52 kg | Rahma Tibi                   | Marie Céline Baba Matia      | Franca Audu Charné Griesel               |
| fino a 57 kg | Jasmine Martin               | Zouleiha Abzetta Dabonne     | Mariem Jmour Chaima Sidaoui              |
| fino a 63 kg | Amina Belkadi                | Audrey Jeannette Etoua Biock | Nadia Guimendego Ons Romdhani            |
| fino a 70 kg | Aina Laura Rasoanaivo Razafy | Zita Ornella Biami           | Farida Magdy Maram Jmour                 |
| fino a 78 kg | Marie Branser                | Arij Akkab                   | Georgika Wesly Djengue Moune Aya Gaballa |
| oltre 78 kg  | Monica Sagna                 | Sarra Mzougui                | Crislayn Rodrigues Georgette Sagna       |

### Misti
| Evento        | Oro     | Argento | Bronzo  |
| Squadre miste | Tunisia | Algeria | Camerun |
| Squadre miste | Tunisia | Algeria | Egitto  |

## Medagliere[1]
La nazione ospitante è evidenziata
| Posiz. | Nazione                      | Oro | Argento | Bronzo | Totale |
| ------ | ---------------------------- | --- | ------- | ------ | ------ |
| 1      | Tunisia                      | 6   | 4       | 6      | 16     |
| 2      | Algeria                      | 2   | 3       | 1      | 6      |
| 3      | Senegal                      | 1   | 2       | 1      | 4      |
| 4      | Egitto                       | 1   | 1       | 7      | 9      |
| 5      | Sudafrica                    | 1   | 0       | 3      | 4      |
| 6      | Atleti Olimpici Indipendenti | 1   | 0       | 2      | 3      |
| 7      | Madagascar                   | 1   | 0       | 1      | 2      |
| 7      | Zambia                       | 1   | 0       | 1      | 2      |
| 9      | Guinea                       | 1   | 0       | 0      | 1      |
| 10     | Camerun                      | 0   | 3       | 2      | 5      |
| 11     | Costa d'Avorio               | 0   | 1       | 1      | 2      |
| 12     | Mauritius                    | 0   | 1       | 0      | 1      |
| 13     | Rep. Centrafricana           | 0   | 0       | 2      | 2      |
| 14     | Gibuti                       | 0   | 0       | 1      | 1      |
| 14     | Niger                        | 0   | 0       | 1      | 1      |
| 14     | Nigeria                      | 0   | 0       | 1      | 1      |
| Totale | Totale                       | 15  | 15      | 30     | 60     |